# Dehio Mühlviertel 2003
Das Dehio-Handbuch – Oberösterreich – Mühlviertel erschien 2003 als 1. Band einer vom Bundesdenkmalamt begonnenen Dehio-Reihe zu Oberösterreich zum Mühlviertel.
1993 wurde bei grundsätzlichen Gesprächen aufgrund der Erfahrungen zu Niederösterreich entschieden, zu Oberösterreich eine Teilung in drei Bände vorzunehmen. Aufgrund der knapper werdenden finanziellen Möglichkeiten des Bundesdenkmalamtes wurde die wissenschaftliche Erfassung des Denkmalbestandes in Oberösterreich auf das Gebiet nördlich der Donau, das Mühlviertel, und auf Linz konzentriert. Durch die finanzielle Unterstützung seitens des Landes Oberösterreich mit Landeshauptmann Josef Pühringer und Landeskulturdirektor Manfred Mohr konnten die Arbeiten wesentlich rascher erfolgen.
Für die Beibringung von Plänen und Geoinformationen wurden die Landesbaudirektion unter dem Leiter Hans Tekautz, das Referat für kulturhistorische Angelegenheiten mit Erich Aufreiter, das Baureferat der Diözesanfinanzkammer Linz mit Walter Schaffer und Gerhard Reichhalter zu Burgruinen genannt.
Für Informationen wurde Bernhard Prokisch und Lothar Schultes von den Oberösterreichischen Landesmuseen, Diözesankonservator Conrad Linhart, Alois Zauner vom Linzer Stadtmuseum Nordico, Willibald Katzinger, Isfried Pichler O.Praem. zur Geschichte zahlreicher Pfarren und zum Stift Schlägl, Elga Lanc zur mittelalterlichen Malerei, Gerhard Reichhalter, Thomas Kühtreiber, Ronald Woldron zu Burgruinen, Huberta Weigl zu Jakob Prandtauer gedankt. Weiters wurde gedankt: Zum KZ Mauthausen dem Dokumentationsarchiv des österreichischen Widerstandes und Bertrand Perz vom Institut für Zeitgeschichte der Universität Wien, Eva Berger für ihr Inventar der Park- und Gartenanlagen und Pater Rainer Schraml vom Stift Wilhering für die Kontrolle von Inschriften in den Bezirken Rohrbach und Urfahr-Umgebung.
Zu einzelnen Orten und deren Objekte wurde gedankt: Fritz Fellner zu Freistadt, Johannes Löw-Baselli zu Perg, Alfred Höllhuber zu Reichenstein, Wolfgang Strasser zu St. Martin im Mühlkreis, Leopold Josef Mayböck zu Schwertberg, Herbert Traxler. Zu einzelnen Pfarrobjekten wurde gedankt: Ludolf Miesbauer O.Praem. zu Pfarrkirchen im Mühlkreis, Engelbert Leitner zu Ried in der Riedmark, Josef Friesenecker zu St. Oswald bei Freistadt, Engelbert Raab vom Konventspital der Barmherzigen Brüder in Linz.
Weitere institutionelle Hilfe kam vom Landeskonservat für Oberösterreich mit Wilfried Lipp, von der Abteilung Bodendenkmale mit Christa Farka und Marianne Pollak, von der Abteilung für Architektur und Bautechnik mit Norbert Gauss und von Ursula Wackenreuther und Johann Scheifele.

## Nennung
- Dehio-Handbuch – Oberösterreich – Band I – Mühlviertel. Bearbeitet von Peter Adam, Beate Auer, Susanne Bachner, Brigitta Fragner, Ulrike Knall-Brskovsky, Anna Piuk, Franz Peter Wanek, Monika Wiltschnigg. Beiträge von Therese Backhausen, Theodor Brückler, Johannes Dandler, Christa Farka, Marena Marquet, Gerd Pichler, Marianne Pollak, Christine Strohmeier, Alois Zauner. Verlag Berger, Horn/Wien 2003, ISBN 3-85028-362-3.